# Glycyrrhiza aspera
Glycyrrhiza aspera är en ärtväxtart som beskrevs av Pall.. Glycyrrhiza aspera ingår i släktet Glycyrrhiza och familjen ärtväxter. Inga underarter finns listade i Catalogue of Life.